# Pezobre
Pezobre o San Cristobo de Pezobre (llamada oficialmente San Cristovo de Pezobre) es una parroquia y una aldea española del municipio de Santiso, en la provincia de La Coruña, Galicia.

## Entidades de población
Entidades de población que forman parte de la parroquia:
- Andarís
- Carballido
- Casal (O Casal)
- O Maniño
- Pazo (O Pazo)
- Pezobre
- Rendos
- Saa (Sa)

## Despoblado
- Pena (A Pena)

## Demografía

### Parroquia
| Gráfica de evolución demográfica de Pezobre (parroquia) entre 2000 y 2019 |
|                                                                           |
| Datos según el nomenclátor publicado por el INE.                          |

### Aldea
| Gráfica de evolución demográfica de Pezobre (lugar) entre 2000 y 2019 |
|                                                                       |
| Datos según el nomenclátor publicado por el INE.                      |